# Gelasinospora longispora
Gelasinospora longispora är en svampart som beskrevs av Udagawa 1967. Gelasinospora longispora ingår i släktet Gelasinospora och familjen Sordariaceae.   Inga underarter finns listade i Catalogue of Life.